# ギュスターヴ・モロー

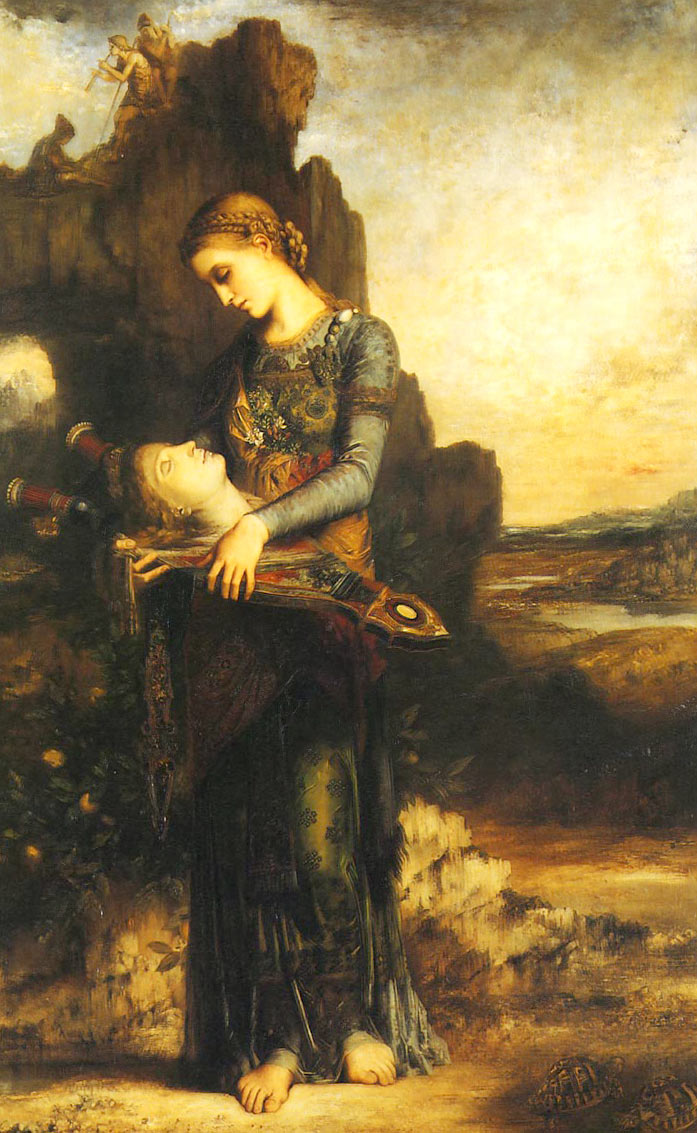
モロー『オルフェウス（オルフェウスの首を抱くトラキアの娘）』1865年、オルセー美術館。1866年のサロンに出品。国家買い上げ作品となる。トラキアの娘が抱くオルフェウスの首のモデルはミケランジェロの石膏像。

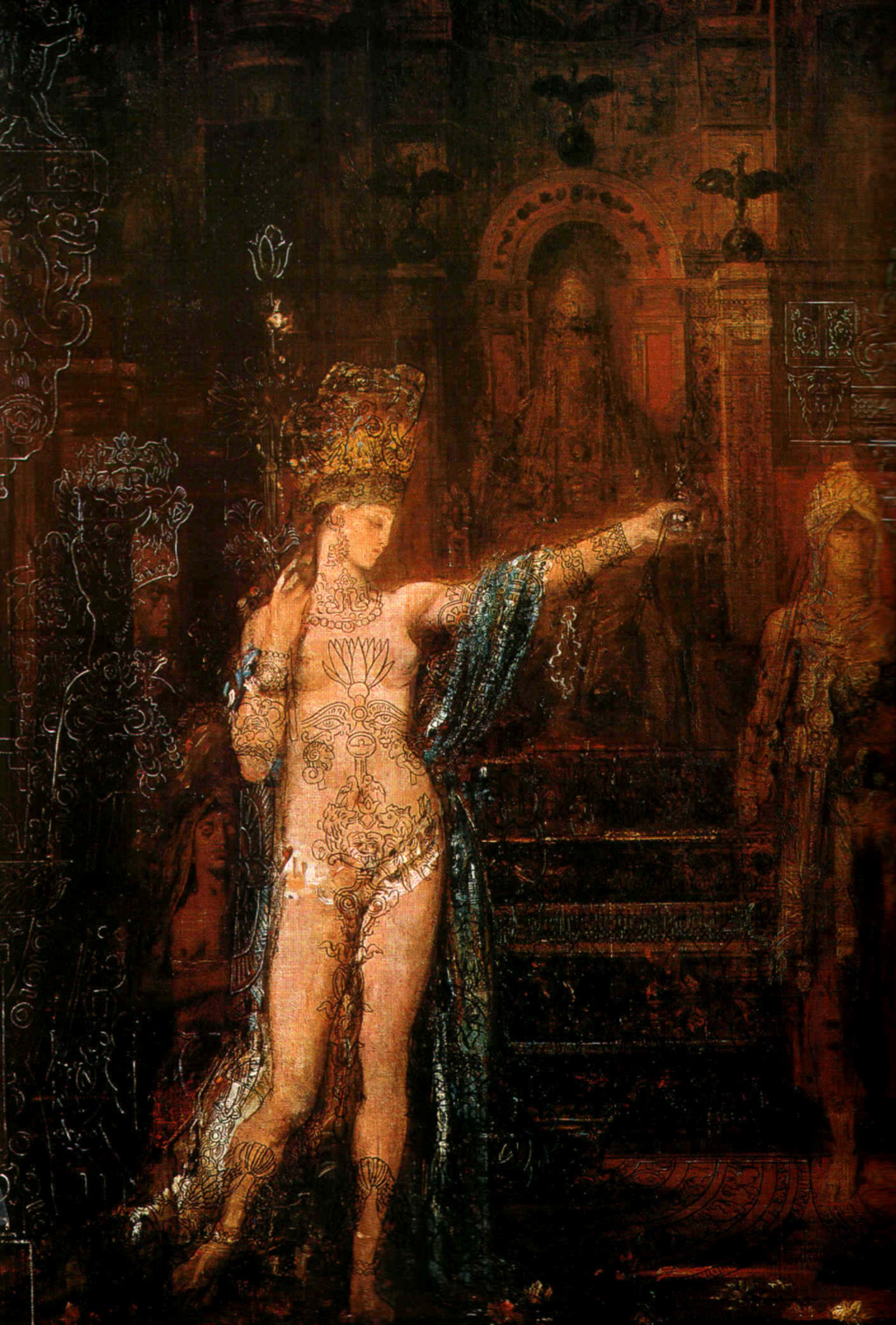
モロー『刺青のサロメ』1876年、モロー美術館。洗礼者ヨハネの首を、義理の父であるユダヤのヘロデ大王の息子・古代パレスチナ領主ヘロデ・アンティパスに求めた女性。水彩画のヴァージョンがルーブル美術館に所蔵されている。

ギュスターヴ・モロー（Gustave Moreau, 1826年4月6日 - 1898年4月18日）は、フランスの象徴主義の画家。パリに生まれ、パリで亡くなった。聖書や神話に題材をとった幻想的な作風で知られる。
印象派の画家たちとほぼ同時代に活動したモローは、聖書やギリシャ神話をおもな題材とし、想像と幻想の世界をもっぱら描いた。彼の作品は19世紀末のいわゆる『世紀末』の画家や文学者に多大な影響を与え、象徴主義の先駆者とされている。

## 生涯

### 修行時代と初期の画業
1826年、パリに生まれた。父はパリ市とポリーヌ・デモティエの建築家ルイ・モロー (Louis Moreau)。母は音楽家だった。体が弱く、6歳のころから素描をして遊ぶようになった。1843年に最初のイタリア旅行をした。1844年にフランソワ＝エドゥアール・ピコ (1786年-1868年) の弟子となった。1846年、エコール・デ・ボザール（官立美術学校）に入学。1848年と1849年に2度にわたりローマ賞のコンクールに挑戦するも落選。その後、エコール・デ・ボザールを退学。親交のあったテオドール・シャセリオーをはじめとしたロマン派の画家から影響を受けた。シャセリオーの様式的影響は『雅歌』（ディジョン美術館）や『アルベラの戦いから逃亡したのち、疲れて足を止め池から水を飲むダリウス』（モロー美術館）に見られる。1851年に制作した『ピエタ』（現在所在不明）には、ウジェーヌ・ドラクロワの影響がみられる。
1849年から1854年までの間にいくつかの依頼を当時のフランス政府から受注している。1852年に『ピエタ』をサロンに出品する（サロン初出品）。1855年には『クレタ島の迷宮の中のアテナイの若者たち』（ブルー美術館）を描き、パリ万博に出品した。この作品にはロマン主義の劇的な造形言語と、ルネサンスの古典主義に基づく秩序、バランス感覚、「適正さ」 decorum に関するアカデミーの理想の融合を見ることができる。

### 二回目のイタリア旅行
1857年9月、私費でローマ留学を開始。留学中の書簡集はフランスで発行されている。1859年まで続くこの二回目のイタリア旅行で、モローはローマ、フィレンツェ、ミラノ、ピサ、シエーナ、ナポリ、ヴェネツィアを訪れた。このときモローはティツィアーノ、レオナルド・ダ・ヴィンチ、システィーナ礼拝堂のミケランジェロの壁画を模写している。イタリア滞在中の1858年頃、エドガー・ドガと知り合う。イタリアでは他にものちに画家となる人物たち―ジュール＝エリー・ドローネー、レオン・ボナ、ウジェーヌ・フロマンタン、アンリ＝レオポルド・レヴィ、エミール・レヴィ ―と知り合った。

### 帰国後：『オイディプスとスフィンクス』

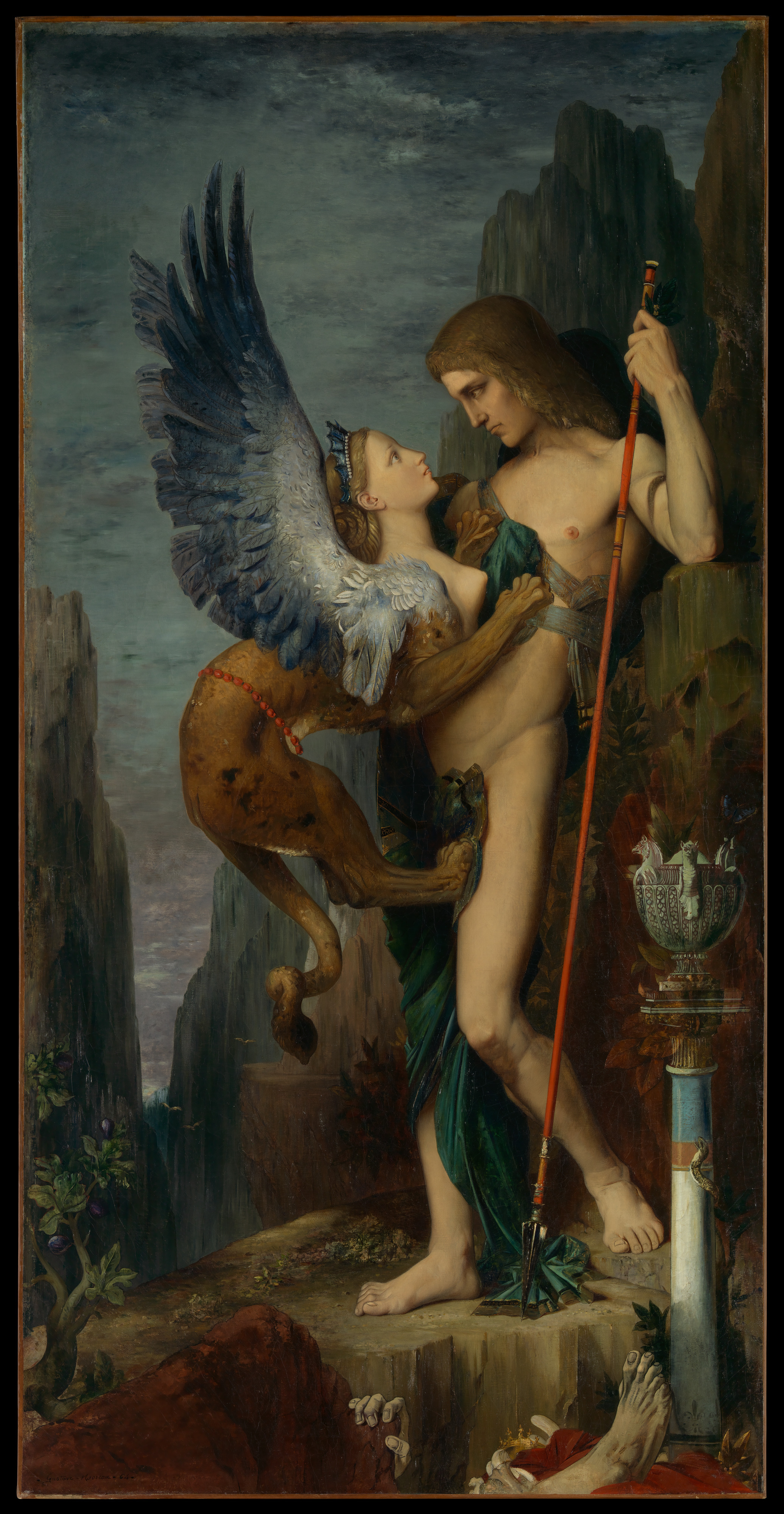
モロー『オイディプスとスフィンクス』1864年、キャンバスに油彩、206,4×104,8cm、メトロポリタン美術館。モローはスフィンクスを若い女の姿で表現し、伝統的な物語を「男」と「女」の葛藤として描き出した。

『カルヴァリへの道ゆき』（ドゥカズビルDecazeville、ノートル・ダム大聖堂）制作以降、イタリアでの成果を自己の絵画様式に反映させるようになる。1860年代の最初の数年を『オイディプスとスフィンクス』（メトロポリタン美術館）の制作に費やし、1864年、サロン（官展）に出品した。この出品作は当時の保守的なサロンでは物議をかもしたが、賞牌をもたらし、さらにはナポレオン公の買い上げとなった。モロー美術館には本作の制作にあたって描かれた習作が数多く所蔵されている。様式的にはマンテーニャ、ジョヴァンニ・ベッリーニ、アングルといったルネサンス期イタリアから19世紀前半のフランスまでに活躍した画家たちの作品から受けた影響が確認できる。際立った輪郭と精緻な筆遣いは、ルネサンス芸術の研究とアカデミーでの修行から得た造形技法であるといえる。モローの残したメモからは彼が善と悪、男と女、物質性と精神性の二項対立を意識していたことがわかる。この作品は公衆と批評家の関心をひき、通俗誌には関連する戯画が掲載された。

### 『聖なる象（ペリ）』
1886年にパリのグーピル画廊で開かれた水彩画展に出された『聖なる象（ペリ）』（国立西洋美術館）はモローの水彩画技法最良の部分を示している。高い評価を集めた同展はラ・フォンテーヌの『寓話』にもとづく水彩画連作と七点の独立した主題の作品で構成され、生前唯一の個展となった。この『聖なる象』という主題に特定の典拠はなさそうだが、ヒンドゥー教の神が乗る神聖な象が念頭にあると考えられる一方、同時代の出版物などから、ほかに『ペリ』、『聖なる湖』、『東洋の詩人』と呼ばれていたことがわかっている。ペリとはペルシアの精霊であり、象の上に横たわる東洋風の楽器を持つ女性のことを指すと考えられているが、19世紀フランスの芸術家たちの間では美しい女性の姿でイメージ化され、芸術的霊感源ともなった。モロー自身、インドの細密画に基づいたペリをいくつか描いている。ここで既にインドとペルシアの混交が見られるが、『聖なる象』ではさまざまなイメージの断片がモザイクのように接着されて、宝石細工のような「幻想の東洋」が生み出されている。当時、流布していた装飾モチーフ集の図版からはインド風の装飾物が引用された。また、『寓話』の連作を描くにあたってモローはパリ左岸の動植物園に通い、さまざまな動物や植物の写生に励んでいたが、その成果もここに生かされている。ペリと彼女に捧げ物をする有翼の人物たちの関係については、モローがくり返し描いた詩人とインスピレーションの図像が見られる。

### アカデミーと美術学校
1888年に美術アカデミー会員に選ばれ、1892年にはエコール・デ・ボザール（官立美術学校）の教授となった。弟子たちの個性を尊重しその才能を自由に伸ばす指導方針で、「私は君たちが渡っていくための橋だ」と語っていたという。この時の生徒からマティスとルオーという2人の巨匠が生まれている。その反面、伝統を重視する他の会員たちからは疎まれ、マティスを始めとする彼の庇護を受けた生徒はモローの死後にエコール・デ・ボザールを追放されている。

### 晩年
次第にサロンから遠ざかり、パリのラ・ロシュフーコー街の屋敷に閉じこもって黙々と制作を続けた。サロンから遠ざかっても、画廊やパリ万博では個展や特別展示など注目された。
1898年に死去。生前のアトリエには油彩画約800点、水彩画575点、デッサン約7000点が残っていた。彼が1852年から終生過ごしたこの館は、遺言により「ギュスターヴ・モロー美術館」として公開されている。1912年にはアンドレ・ブルトンがこの美術館を訪れている。なお、ギュスターヴ・モロー美術館の初代館長は、モローの遺言によりジョルジュ・ルオーが務めた。

## 主要作品
- 『オイディプスとスフィンクス』（1864年）
- 『イアソン』（1865年）
- 『オルフェウスの首を運ぶトラキアの娘』（1865年）
- 『レダ』（1865年-1875年）
- 『ヘロデ王の前で踊るサロメ』（1876年）
- 『出現』（1876年）
- 『ヤコブと天使』（1878年）
- 『聖なる象（ペリ）』（1886年）
- 『聖チェチリア』（1885年-1990年）
- 『ユピテルとセメレ』（1894年-1895年）

## ギャラリー

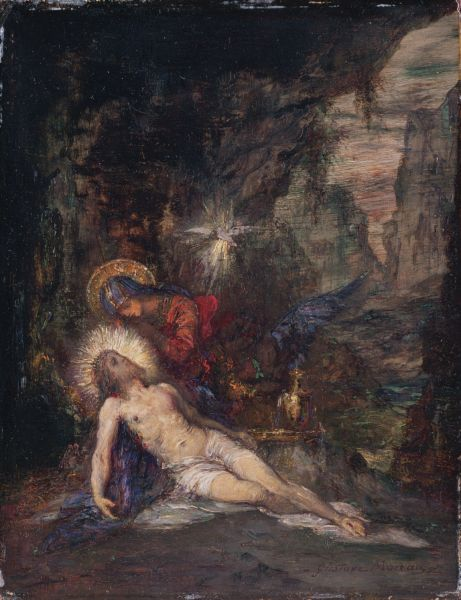
『ピエタ』（1852年）
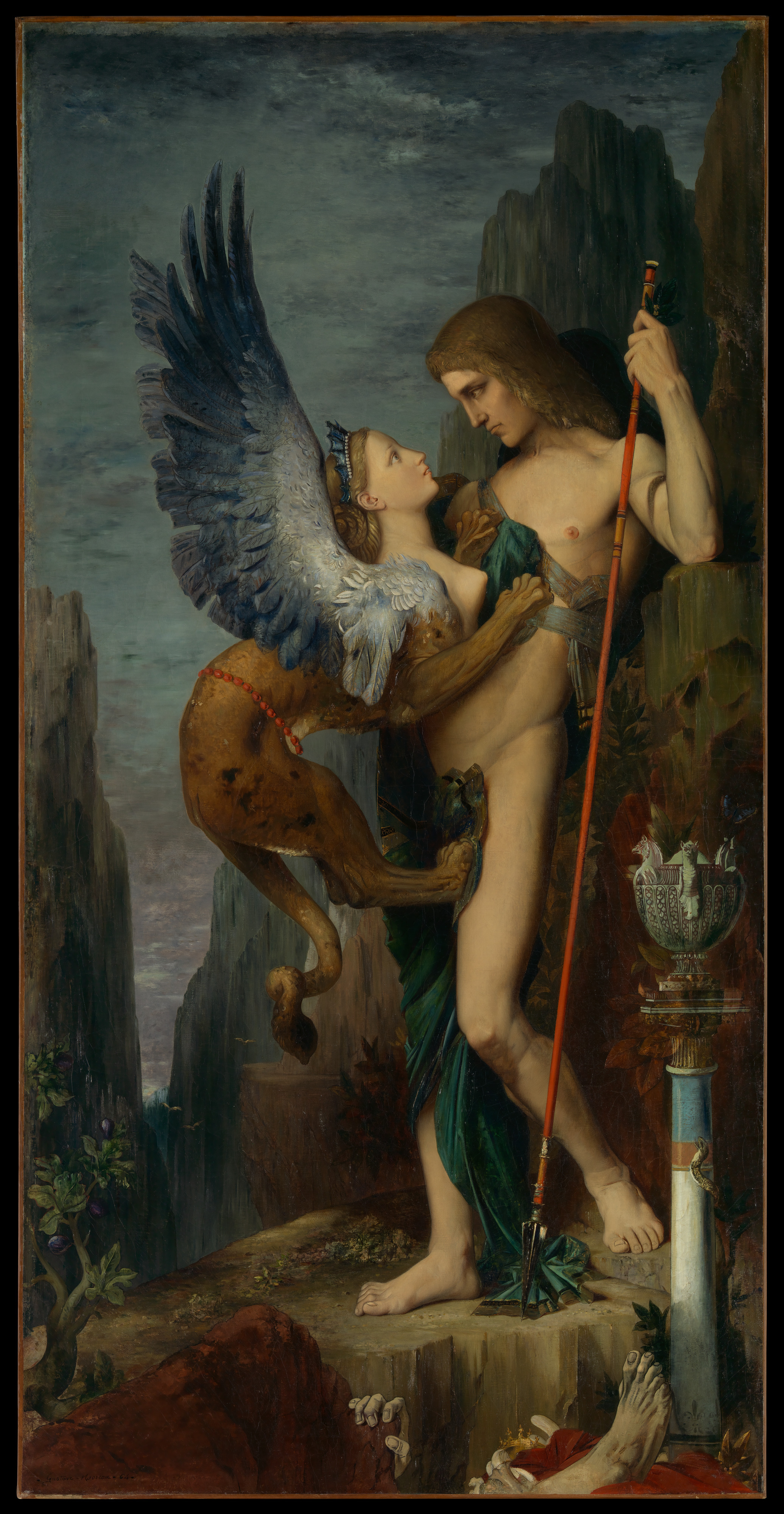
『オイディプスとスフィンクス』（1864年）
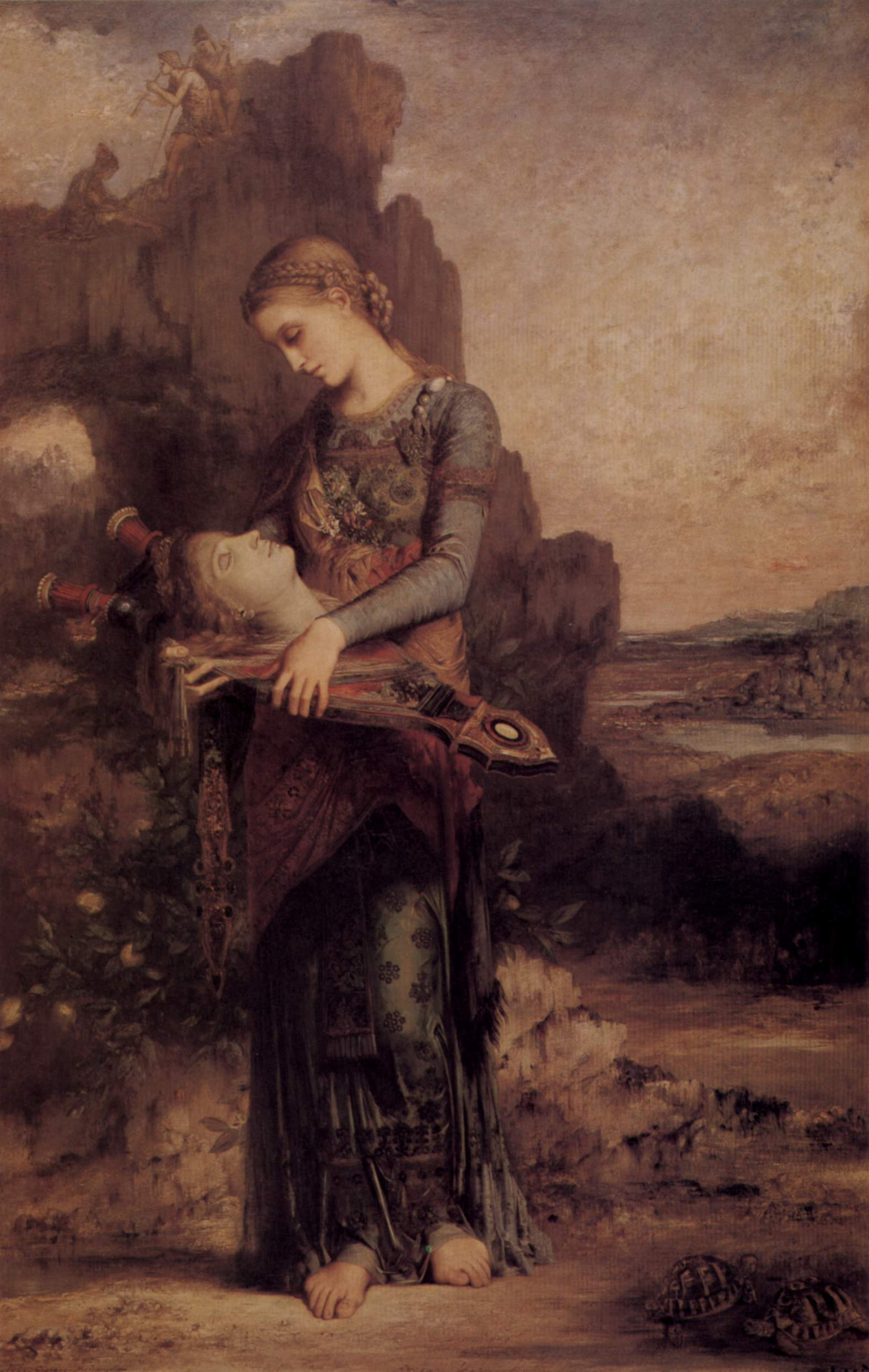
『オルフェウス』 (1865年)
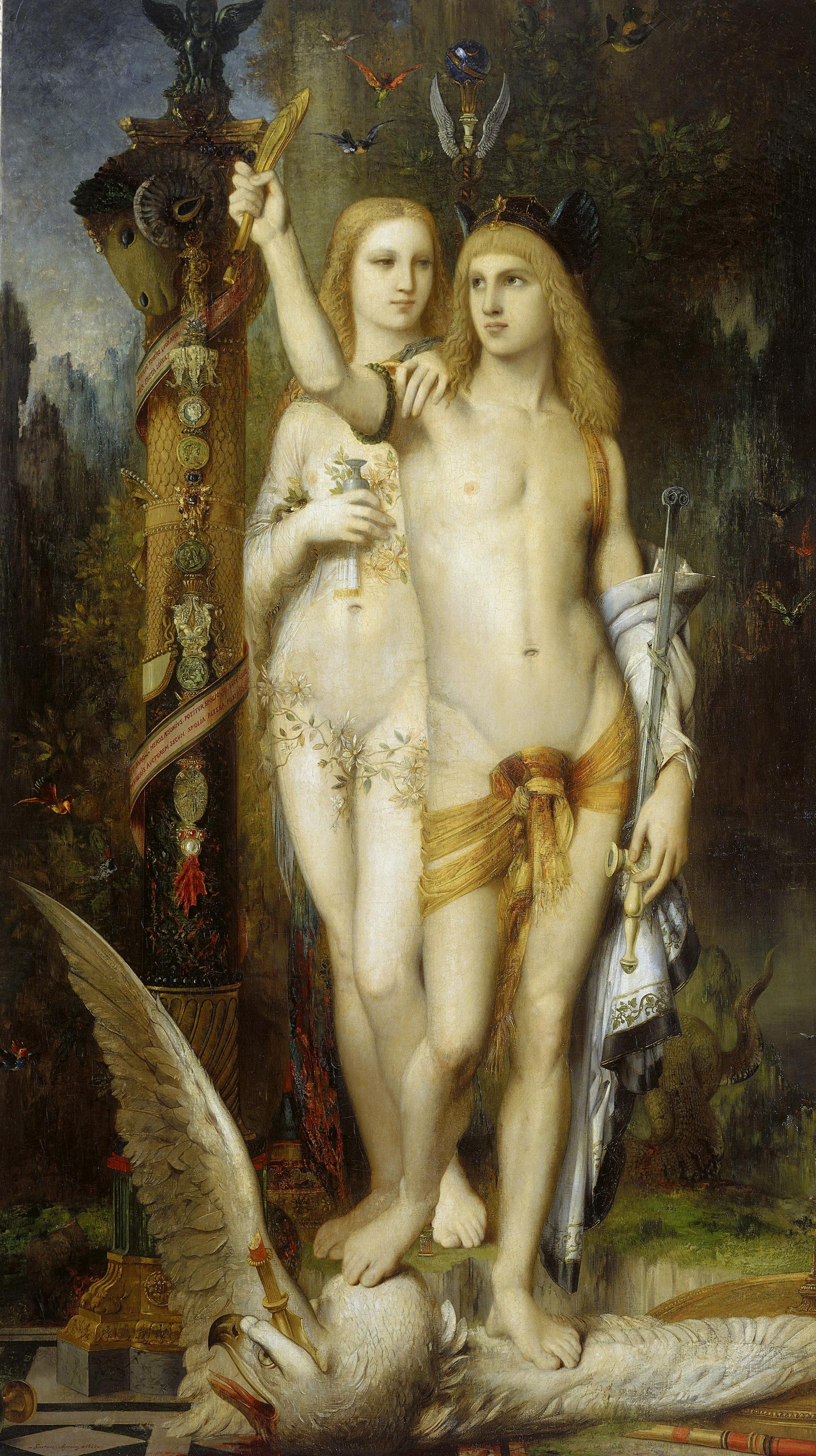
『イアソン』(1865年)
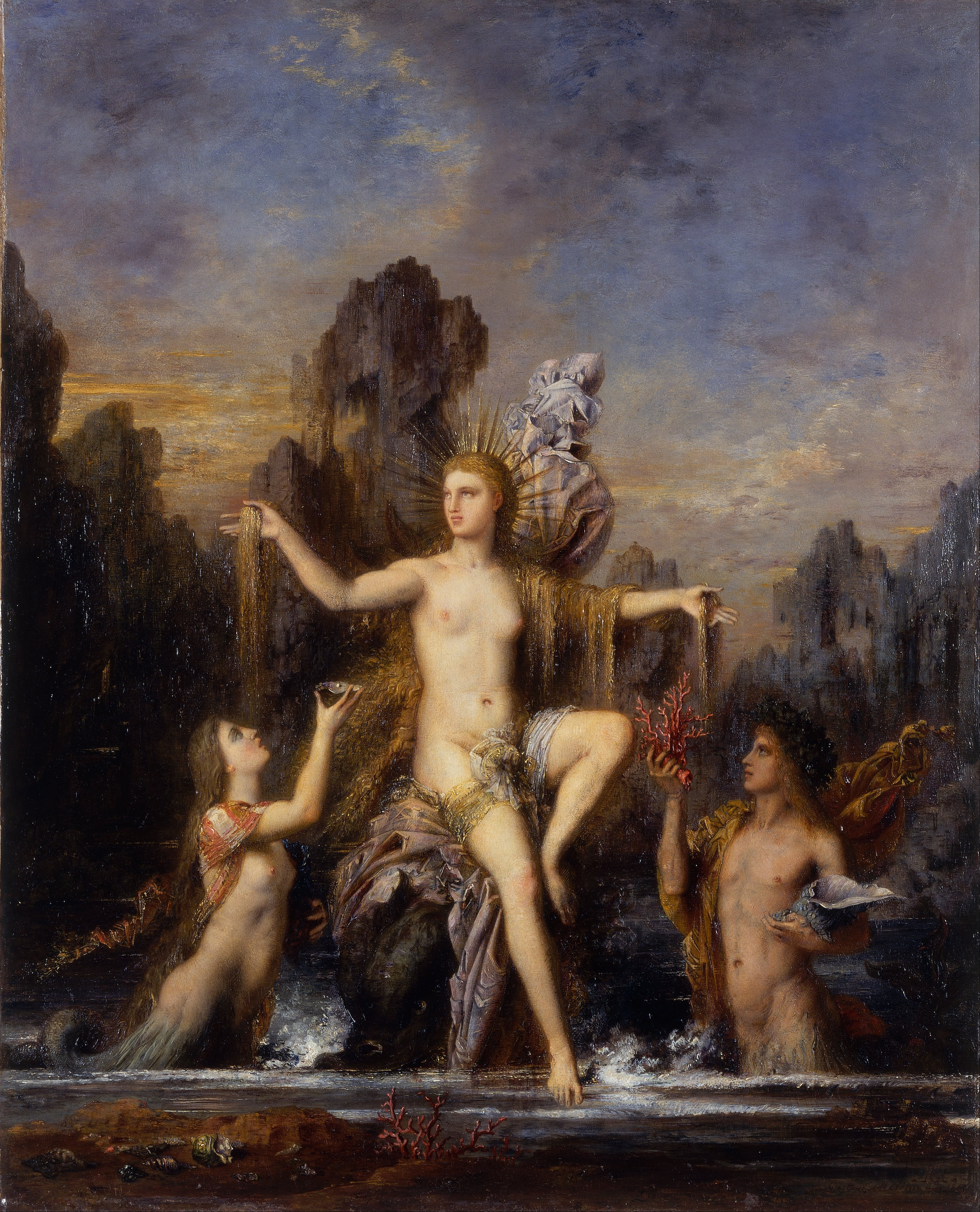
『海から上がるヴィーナス』 (1866年)
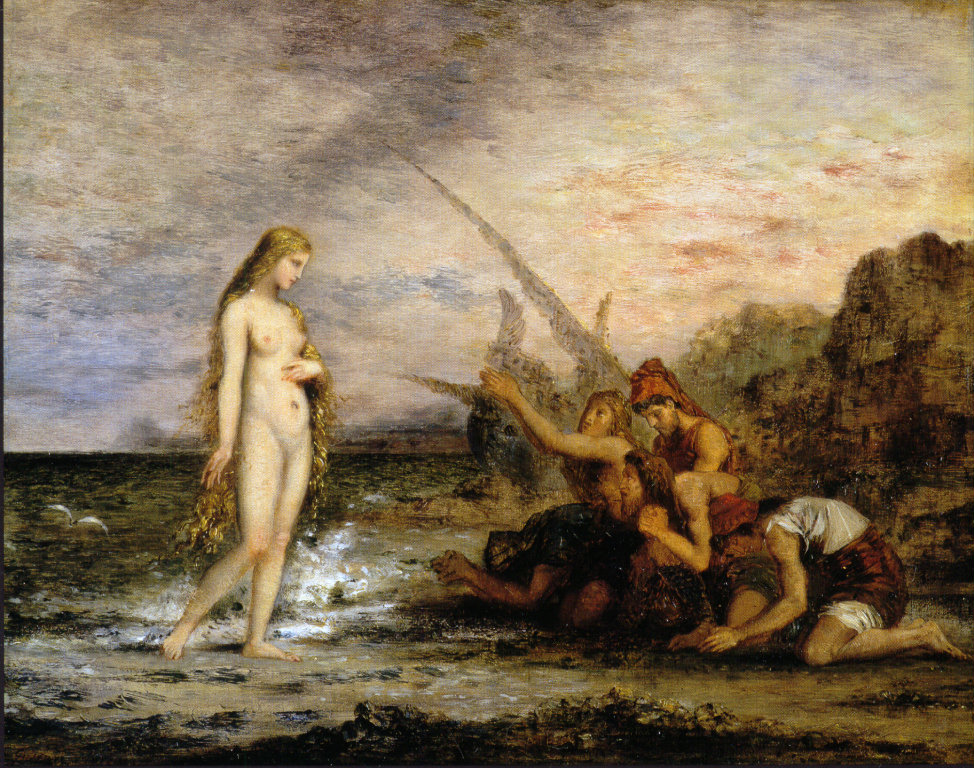
『ヴィーナスの誕生』 (1866年)
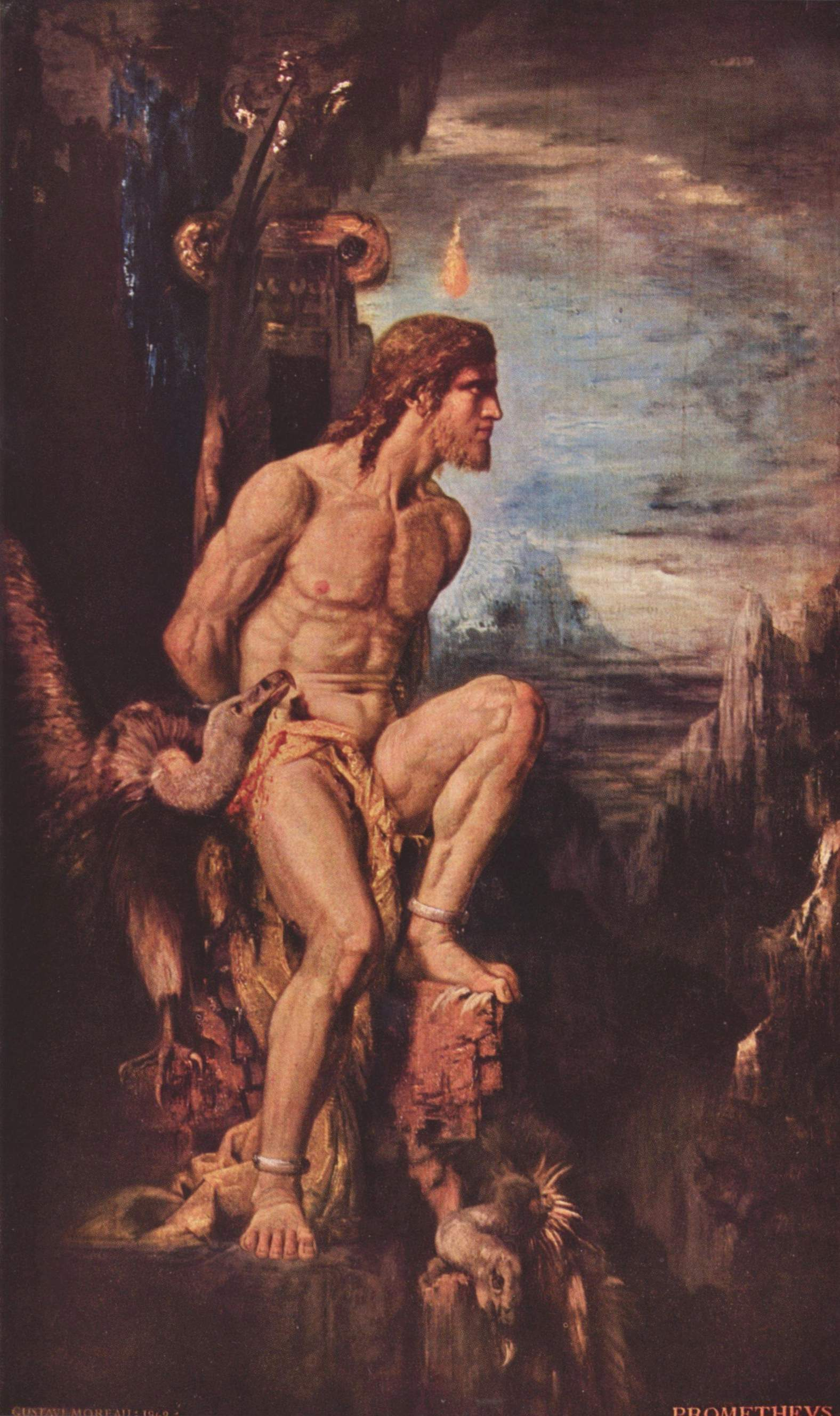
『プロメーテウス』 （1868年）
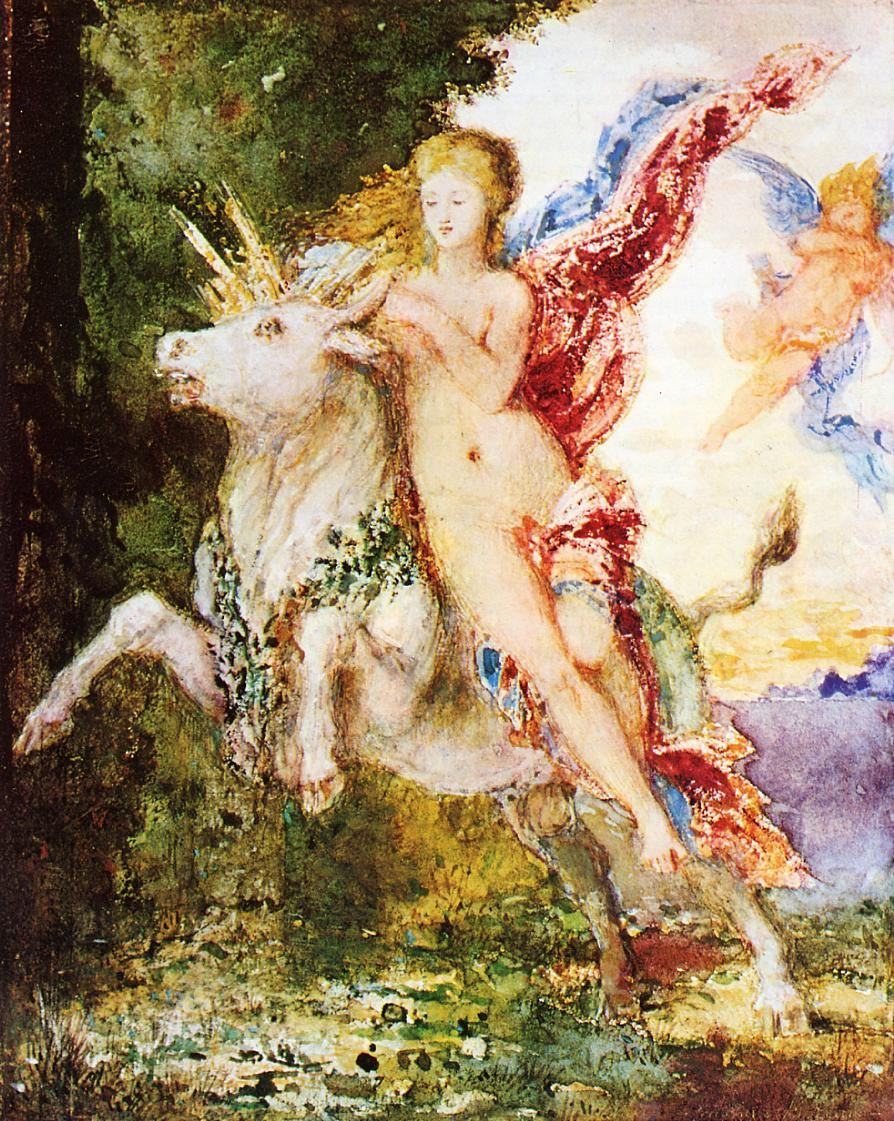
『エウローペーと雄牛』（1869年）
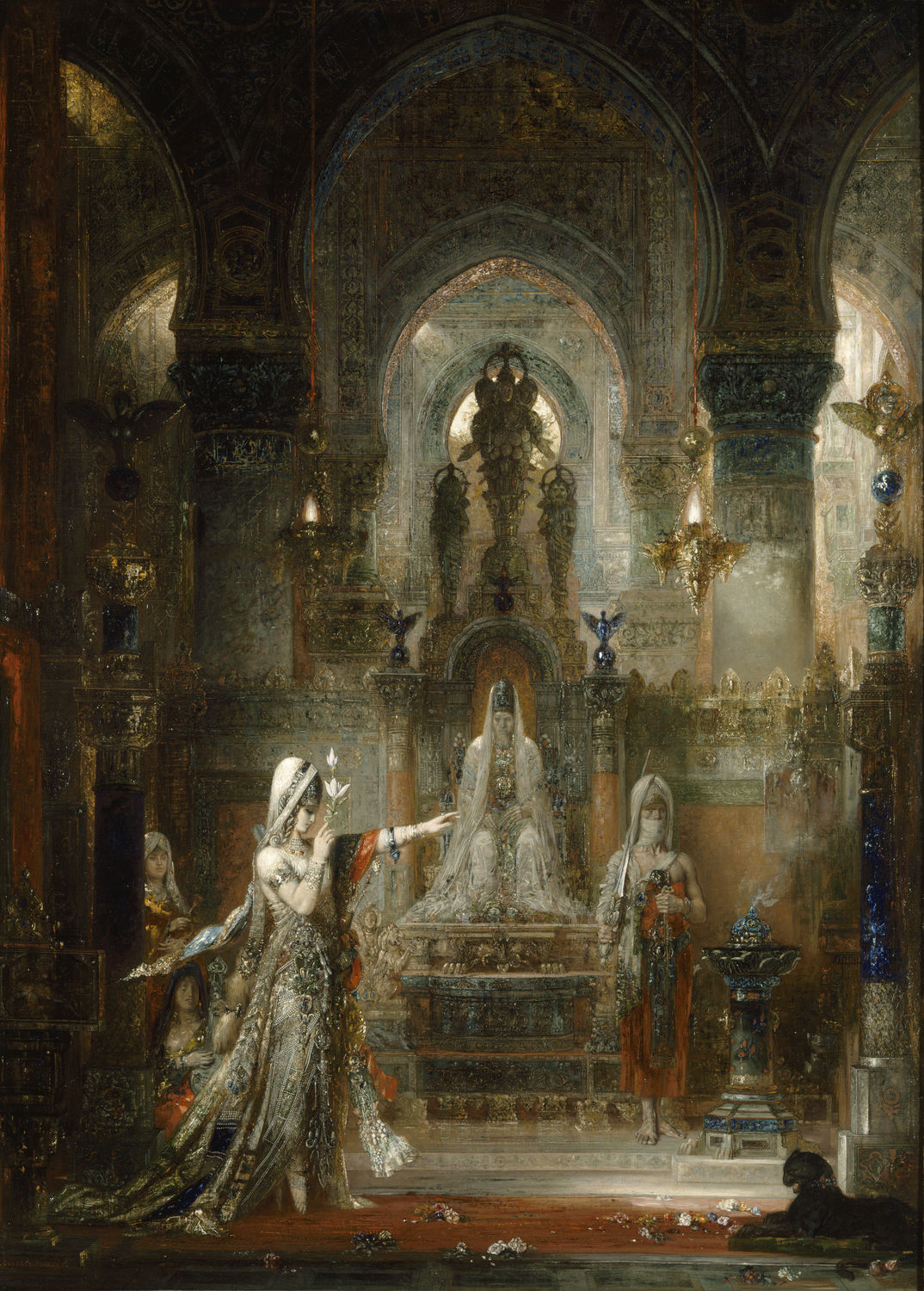
ヘロデ王の前で踊るサロメ』(1876年)
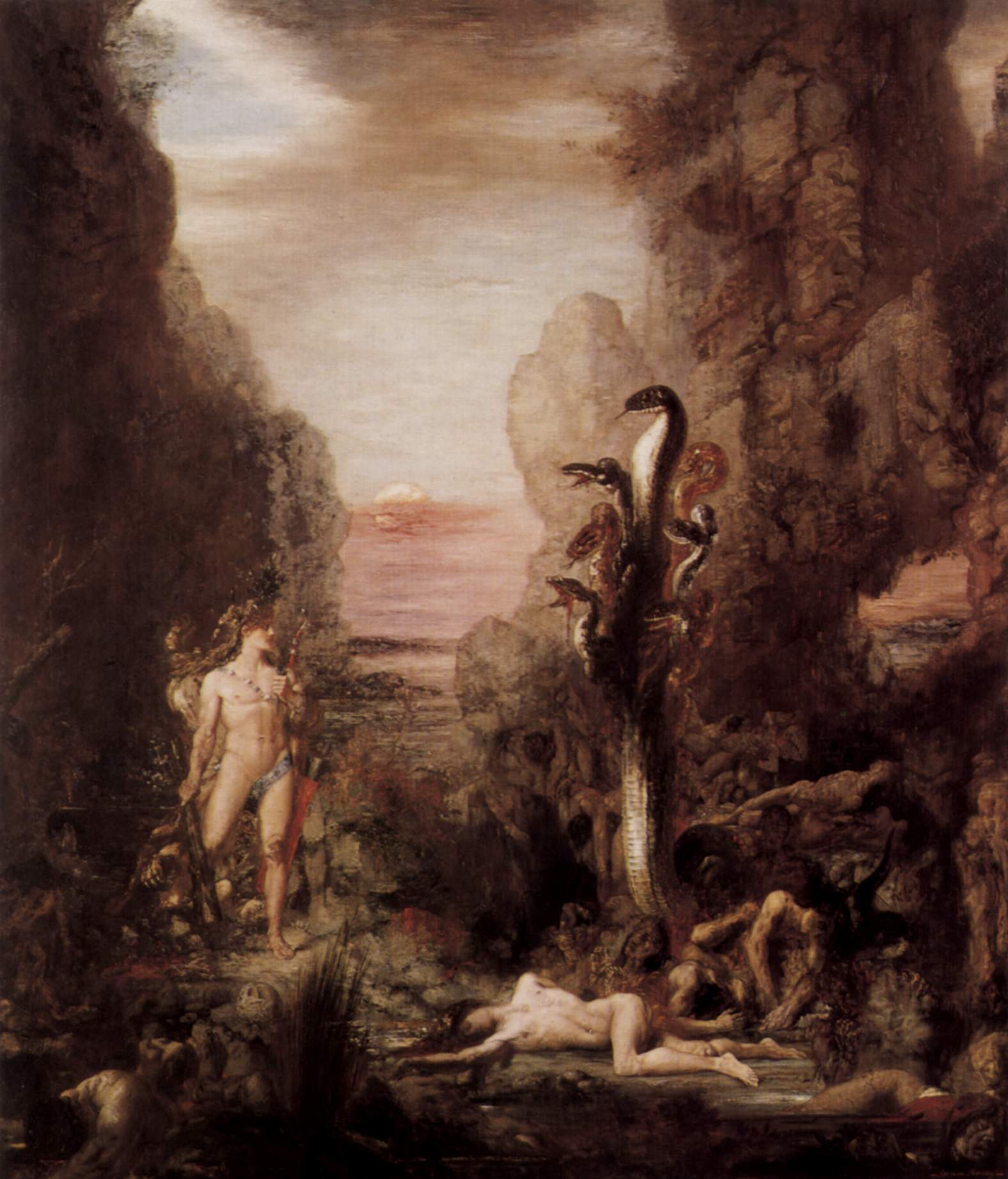
『ヘラクレスとレルネのヒュドラ』(1869年-1876年)
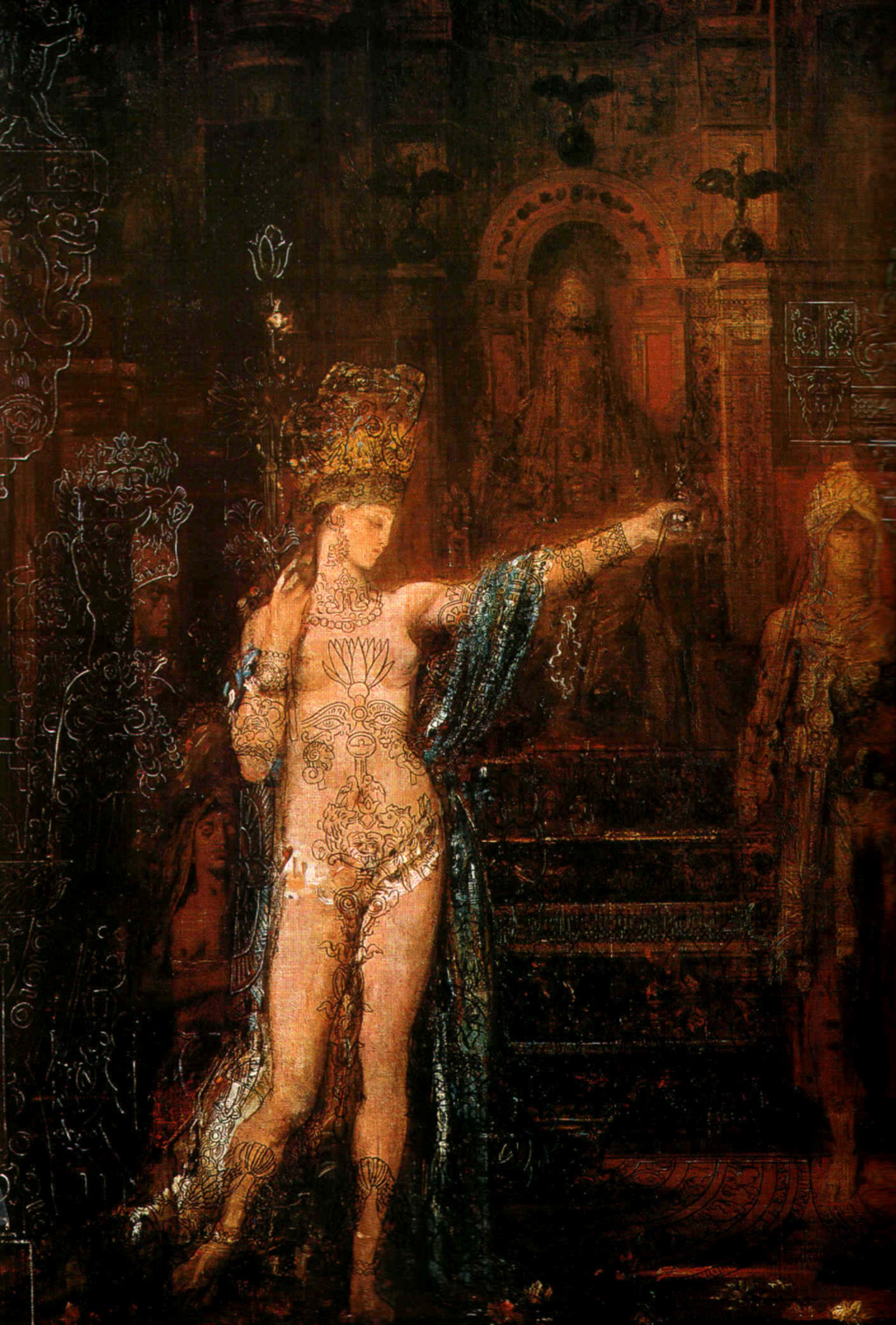
『刺青のサロメ』(1871年)
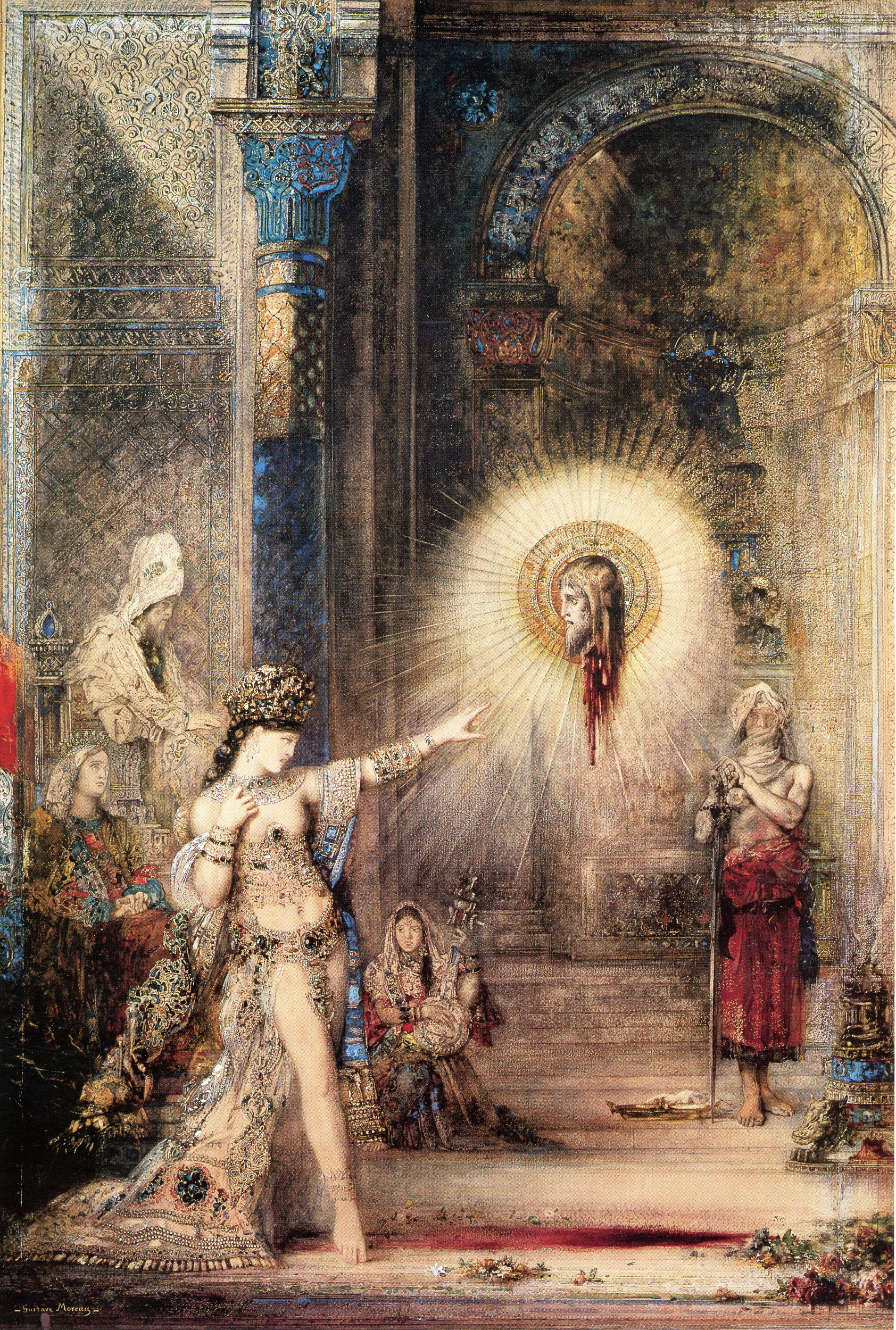
『出現』 (1876, en:L'Apparition)
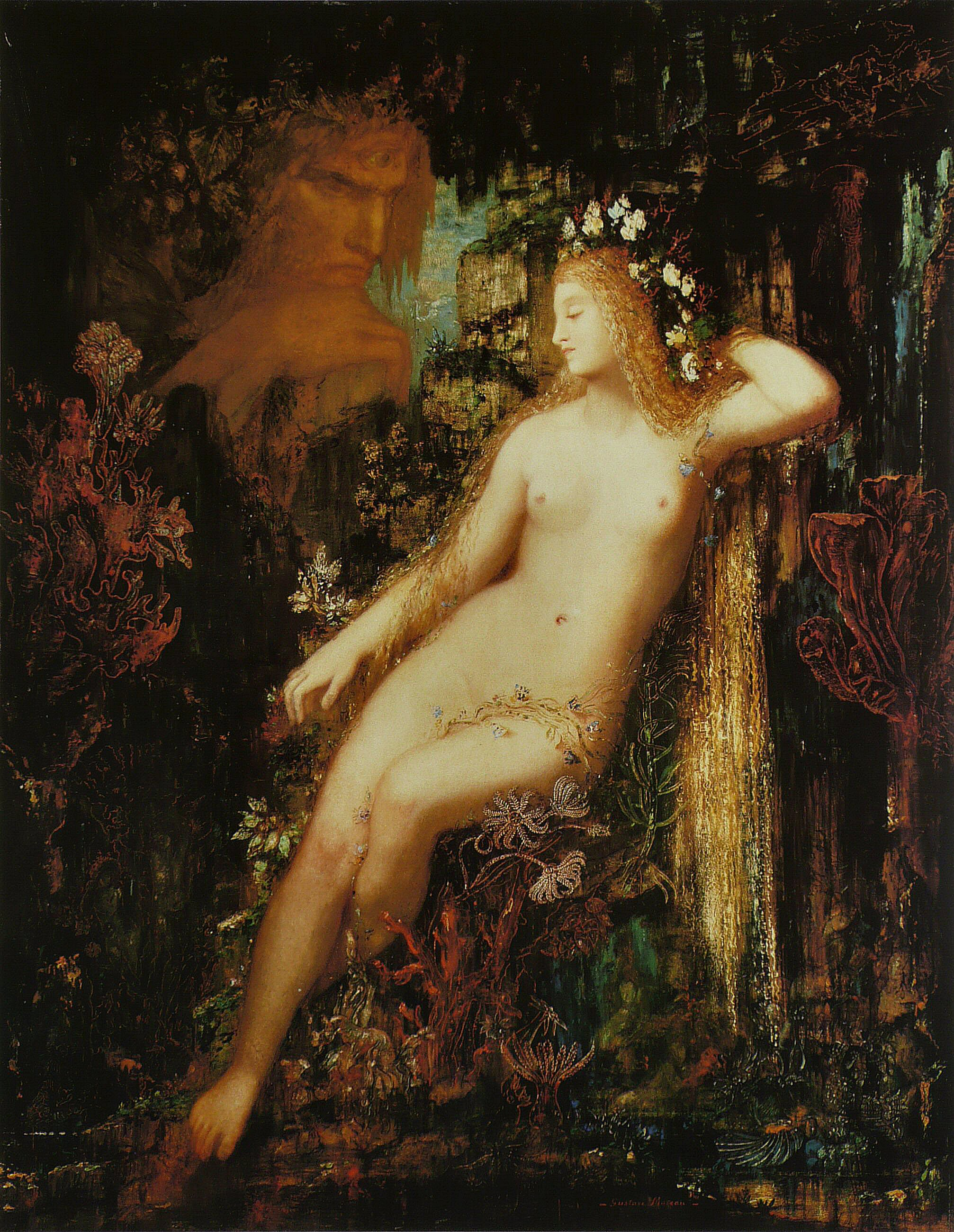
『ガラテイア』（1880年）
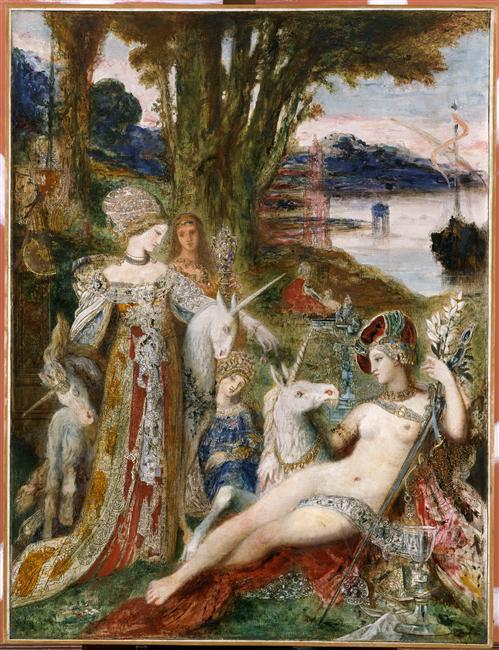
『一角獣たち』(1885 - 1888頃)
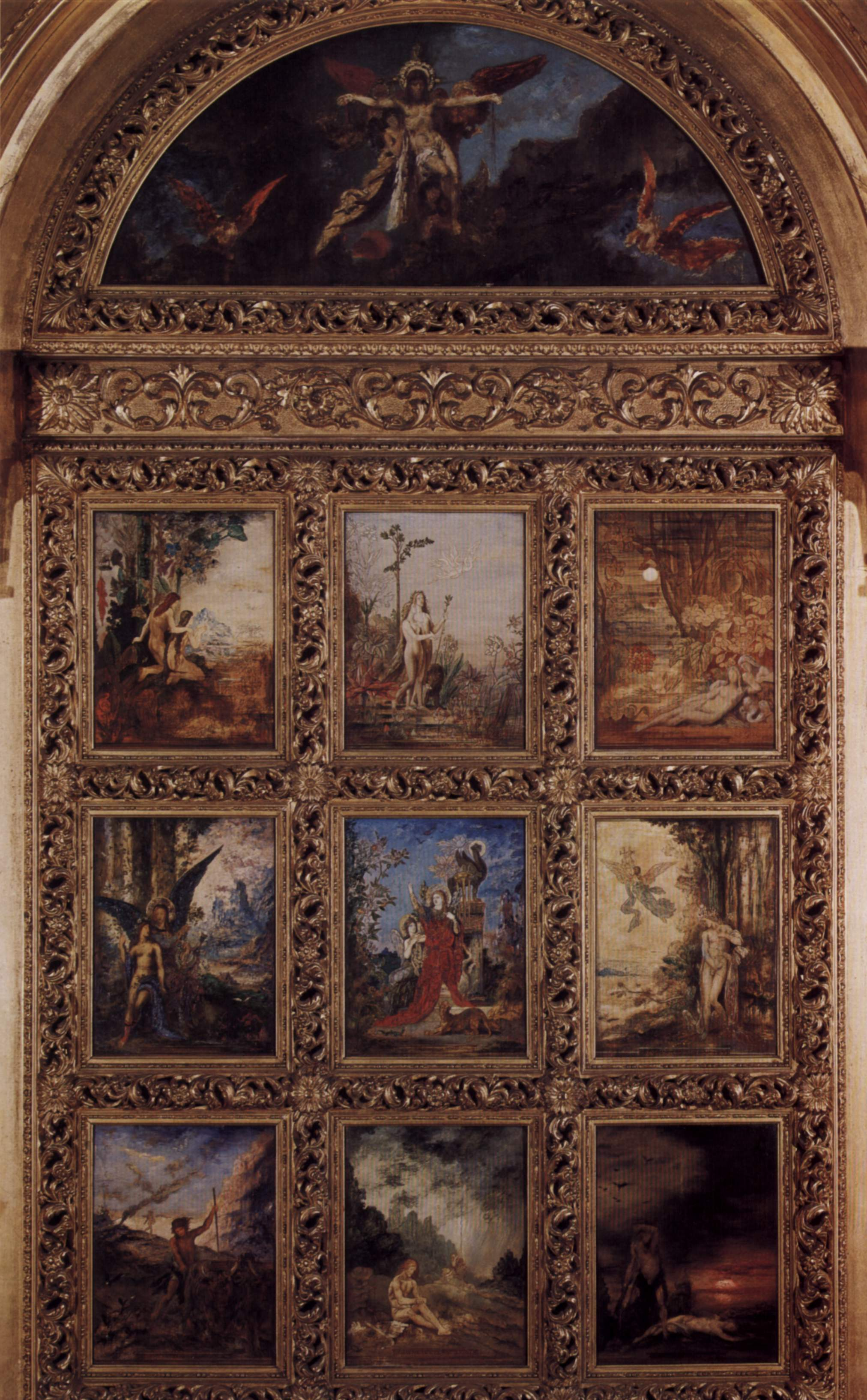
『人類の生』(1886)
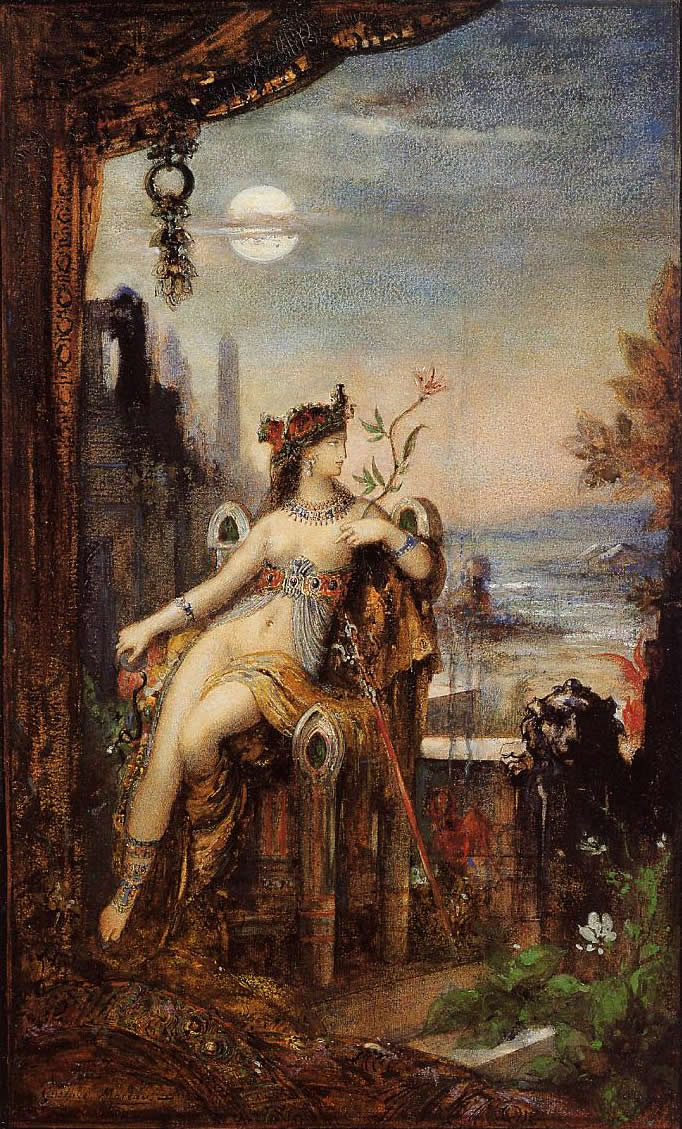
『クレオパトラ』(1887)
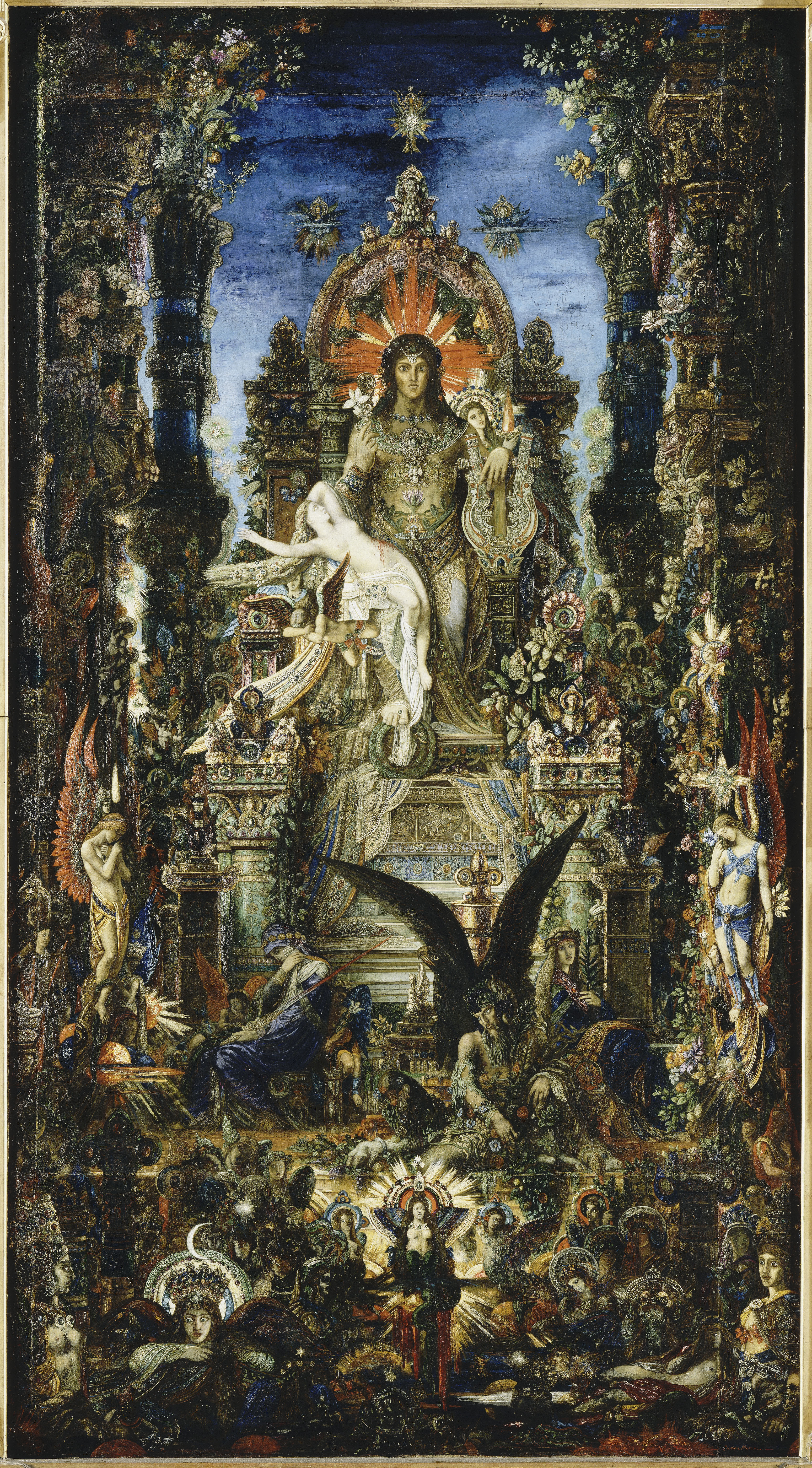
『ユピテルとセメレ』 (1895年)
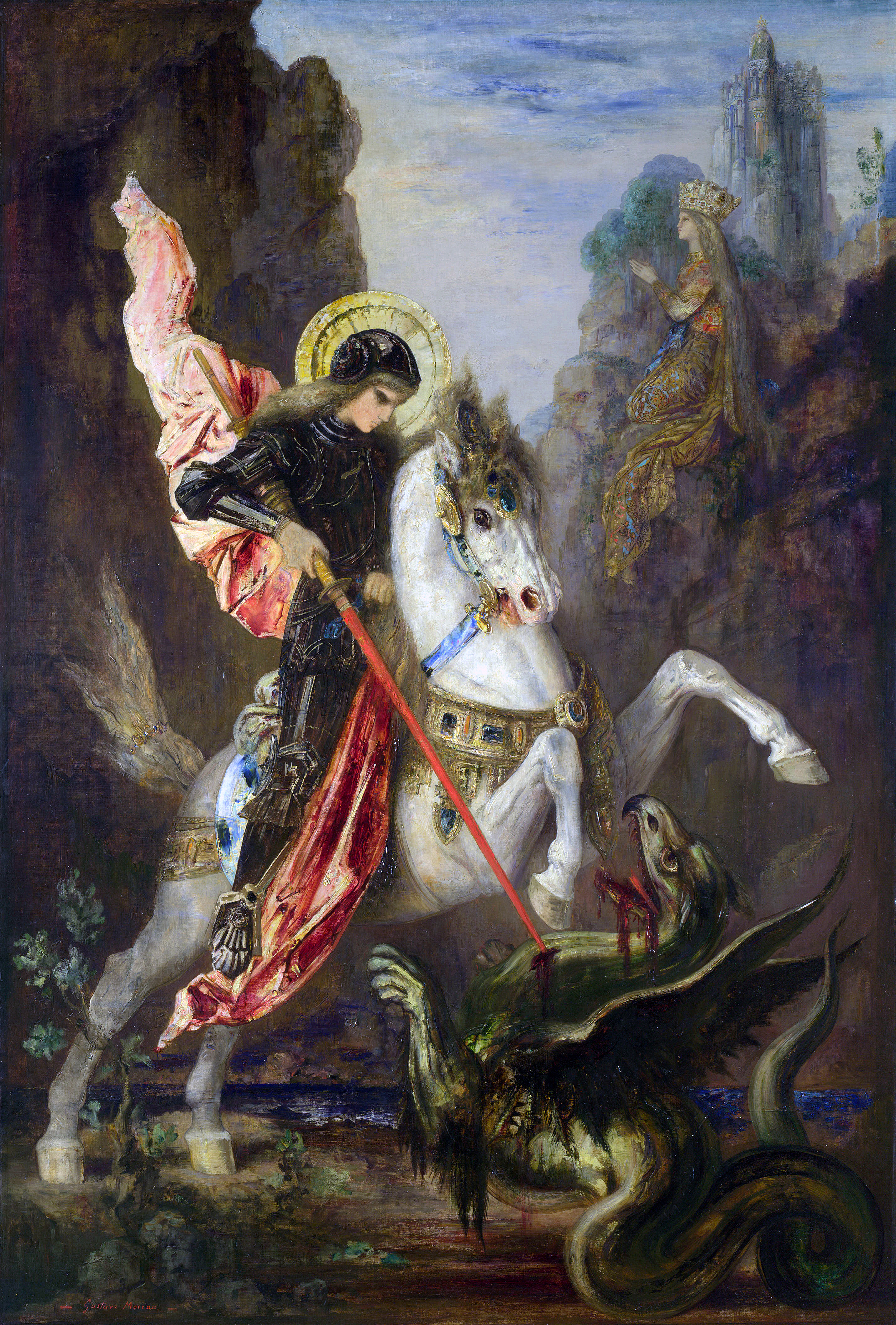
『聖ゲオルギオスと竜』（1889年-1890年）
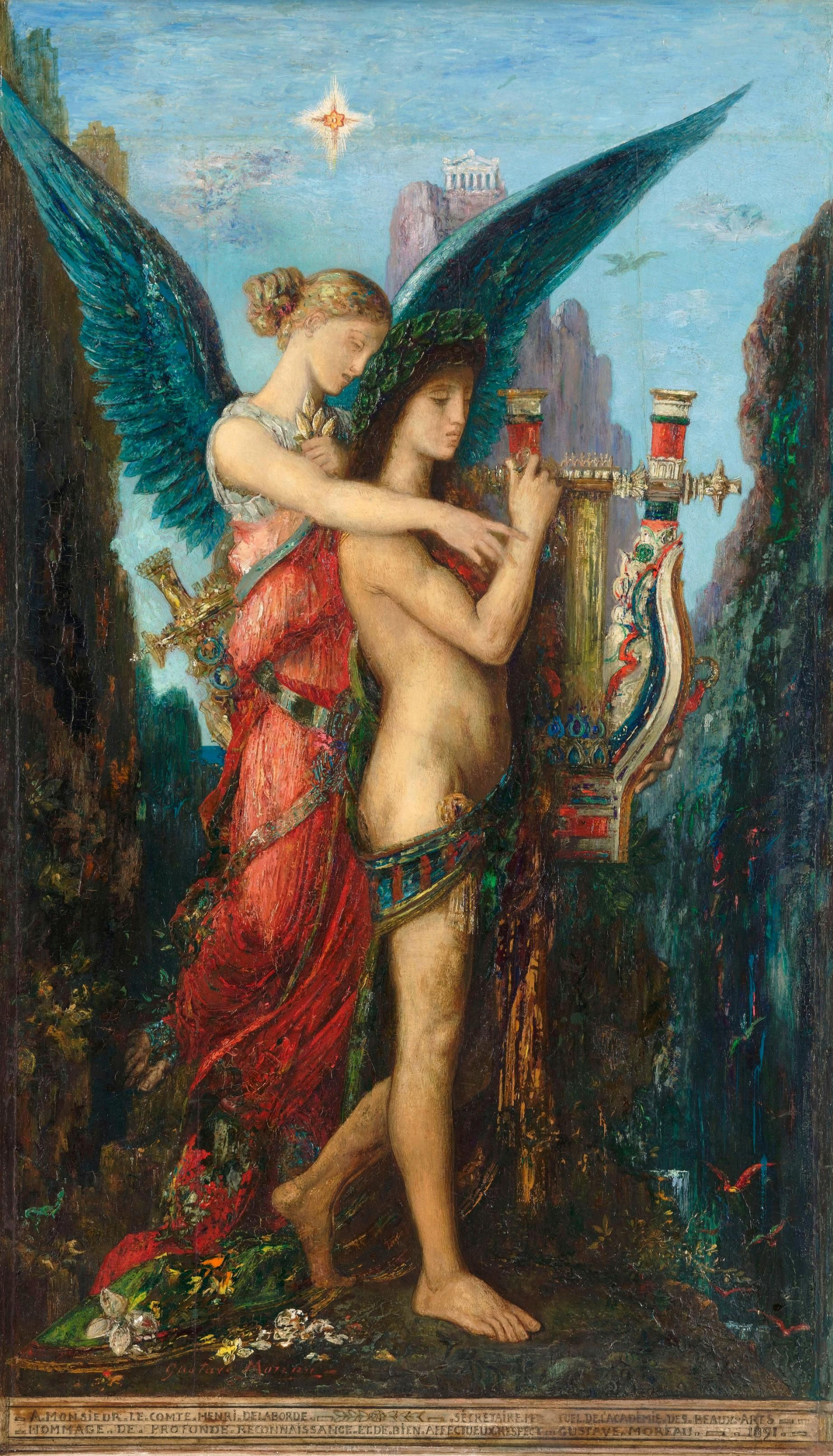
『ヘシオドスとムーサ』 (1891年)